# Carolina Falkholt
Carolina Blue Alexandra Falkholt, född 4 mars 1977 i Göteborg, är en svensk konstnär, graffitimålare och musiker. Ibland använder hon sig av begreppet grafitta som benämning på sin konst, vilken präglas av explicita bilder av avklädda kvinno- eller manskroppar. Konstnären har förklarat sin metod som ett sätt att visa på kvinnlig sexuell makt. Den provocerar och väcker debatt, om vilken plats konsten kan ha i det offentliga rummet och gränserna för den. Falkholt har på senare år fått ett antal beställningar på offentlig konst, även den ofta i form av mer eller mindre provokativa väggmålningar. Hon hade 2021 en studio i Nordstan, som hon ser som en urban plats med kopplingar till hennes år i New York.
Som musiker har Falkholt sedan 2016 presenterat flera samlingar med techno-baserad musik. I samband med vernissage har hon även framträtt som estradpoet med egna texter. Hösten 2023 bytte hon juridiskt tilltalsnamn från Carolina till Blue.

## Biografi
Carolina Falkholt växte upp i Dals Långed i Dalsland och är dotter till krögarparet Christer och Carin Falkholt; hon var ett av tre barn och har två systrar. Som tonåring flyttade hon till Stockholm för att gå på waldorfskolan Kristofferskolan. Samtidigt började hon måla graffiti under pseudonymen Blue. Redan när hon bodde hemma hade hon börjat intressera sig för graffiti, och hennes mor kunde ställa frågan "ska du ut och Grafitta nu?". Tonårsflickan var då inte bekväm med det vulgära och ofta nedvärderande använda ordet fitta, men genom att kalla sitt senare konstskapande för just grafitta kände hon att hon återtog makten över ordet.
Vid mitten av 1990-talet flyttade hon till New York, där hon som enda svensk blev medlem av The Fantastic Partners och Hardcore Chickz. Hon jobbade tillsammans med graffitimålare som Sento och Lady Pink och försörjde sig bland annat genom att göra målningar runt om i New York åt skivbolaget Rawkus. Omkring år 2000 var hon en av Sveriges internationellt mest kända graffitimålare.
Efter fyra år i New York flyttade hon tillbaka till Sverige, och hon är numera (2020-talet) åter bosatt i Göteborg.

### Konstnärlig produktion
2007 presenterades hennes utställning Grafitta på Göteborgs konsthall. Detta begrepp har även fortsättningsvis kommit att förknippas med hennes konst, oavsett om den fokuserar på kvinnliga eller manliga könsorgan, eller andra kroppsrelaterade bilder. 

#### 2010-talet
| Vänster: Skulpturen T.E.S.T. i Mariestad, 2010-2011. Höger: Väggmålning, Holmgatan på Kronholmen, Härnösand 2013. |  | Vänster: Skulpturen T.E.S.T. i Mariestad, 2010-2011. Höger: Väggmålning, Holmgatan på Kronholmen, Härnösand 2013. |
| Vänster: Skulpturen T.E.S.T. i Mariestad, 2010-2011. Höger: Väggmålning, Holmgatan på Kronholmen, Härnösand 2013. |  | |

År 2010 genomförde Falkholt projektet Graffiti Mariestad, i anslutning till en nu riven silo i Mariestads hamn. Under ett antal månader innan byggnaden skulle rivas målades fasaden, samtidigt som det pågick aktiviteter i och omkring silon. Projektet engagerade ett 30-tal graffitimålare – inklusive Nug, Rubin och Dwane, musiker, dansare, konstnärer och hundratals målande ungdomar – och projektet resulterade i en av världens största graffitimålningar. Graffiti Mariestad resulterade också i att Falkholt fick i uppdrag att skapa en offentlig skulptur i Mariestad, vilken inkluderade material från den rivna silon. Den tolv meter höga skulpturen T.E.S.T., placerad vid en av infarterna till Mariestad, invigdes i juni 2011.
Under 2012 påbörjade Falkholt ett projekt med ensamkommande flyktingbarn, tillsammans med kommunerna i Mariestad, Töreboda och Gullspång, vilket året därpå resulterade i konstverket hem. År 2013 var hon en av deltagarna i SVT:s Konstkuppen, och samma år både sammanställde hon och deltog som konstnär i utställningen Mynningsladdare,på konsthallen Röda Sten i Göteborg. År 2013 lanserade tillverkaren av läskedrycksmärket Festis två specialutgivna flaskor med hennes motiv, och hon genomförde ett omfattande väggmålningsprojekt i staden Durres i Albanien. Samma år deltog hon på biennalen X-Border med projektet Brandvägg i städerna Severomorsk, Rovaniemi och Luleå samt gjorde den 16 meter långa väggmålningen Wet Paint på Kulturhuset i Stockholm. 
2013 deltog Falkholt i arbetet med den konstnärliga gestaltningen av Söndrumsskolan i Halmstad. Pärra Andreasson var konstnärlig ledare, på uppdrag av Statens konstråd och Halmstads kommun. Andreasson bjöd in 24 graffitikonstnärer från flera länder – lika många kvinnor och män – som alla uttrycker sig genom måleri. De som deltog var Blue, Kaos, Mickey, Amara, Pani, Clean, Jestr, Pippi, Rolf.C.W., Ligisd, Artista, Tasso, 3 Girlz, Lisa, Grinaid, Taki, Jame, Fröja, Warszawa, Bates, Skil, Julia (elev på Söndrumsskolan). Falkholts bidrag till konstverket var bland annat grafitta-konst, som väckte stor debatt både lokalt och nationellt. Flera elever på skolan tog ställning för konstverket Vad vi vill och förstod inte vad de vuxna debatterade. I en insändare till Hallandsposten skrev bland annat eleven Simon: "Lämna vår ”grafitta” i fred!"
I New York skapade hon 2017 en fem våningar hög målning av en fallos. Genom uppmuntran från åskådare beslöt hon under målningens gång att göra den mer realistisk. Målningen på en husvägg på Lower East Side kom på grund av klagomål behöva målas över redan dagen därpå.

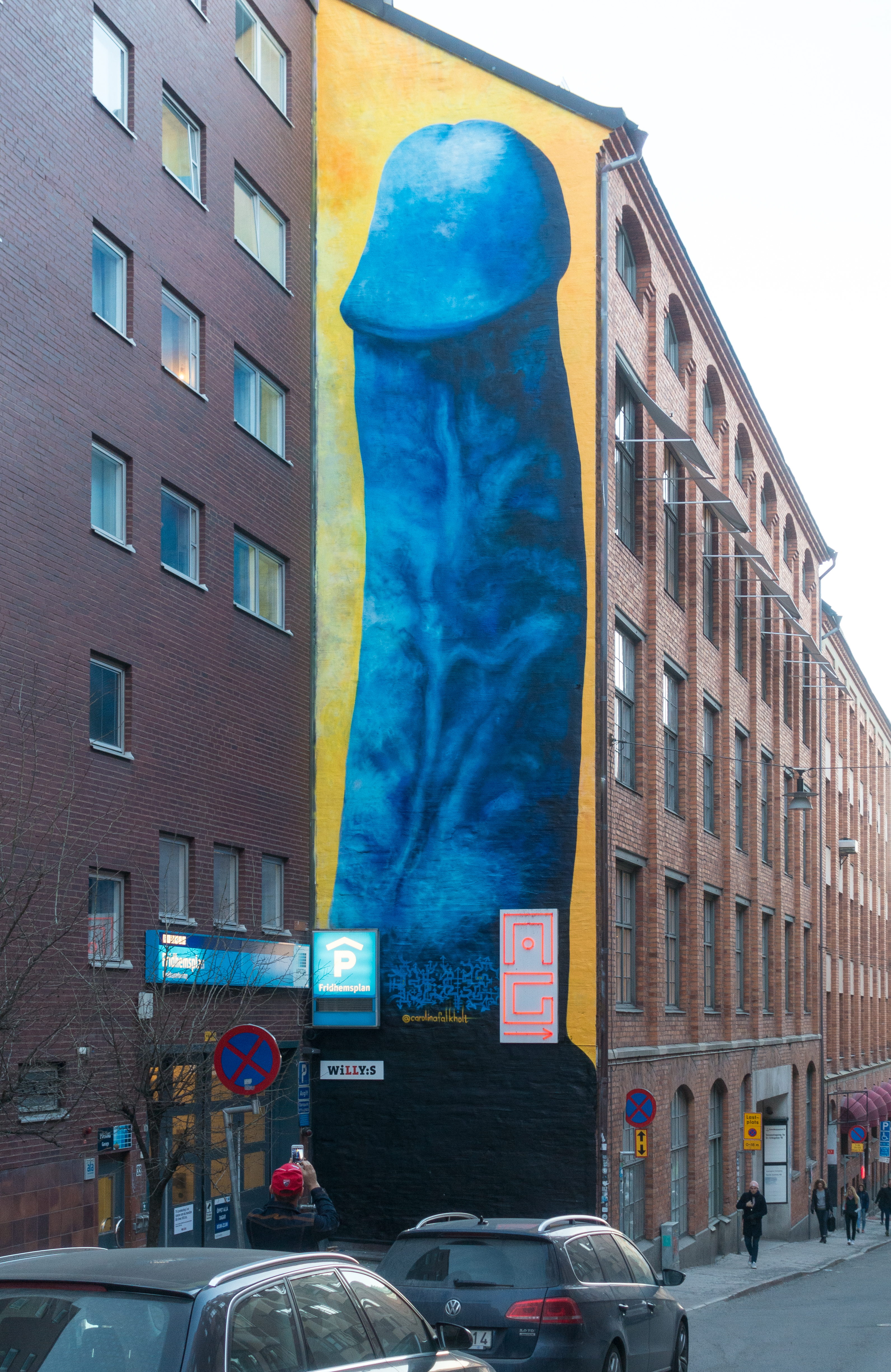
Fuck the World av Carolina Falkholt i Stockholm 2018.

Året därpå målade hon en liknande bild på Kronobergsväggen på Kungsholmen i Stockholm, under titeln Fuck the World. Tanken var att låta målningen få stå kvar i ett halvår, men klagomål från grannar som inte uppskattade ett stort könsorgan utanför fönstret ledde till att konstverket målades över efter en vecka. Falkholts graffitimålning With My Pussy Vision I See Through Your Talk, en jättevagina med ögon målad på en annan fasad i området, blev dock kvar längre.

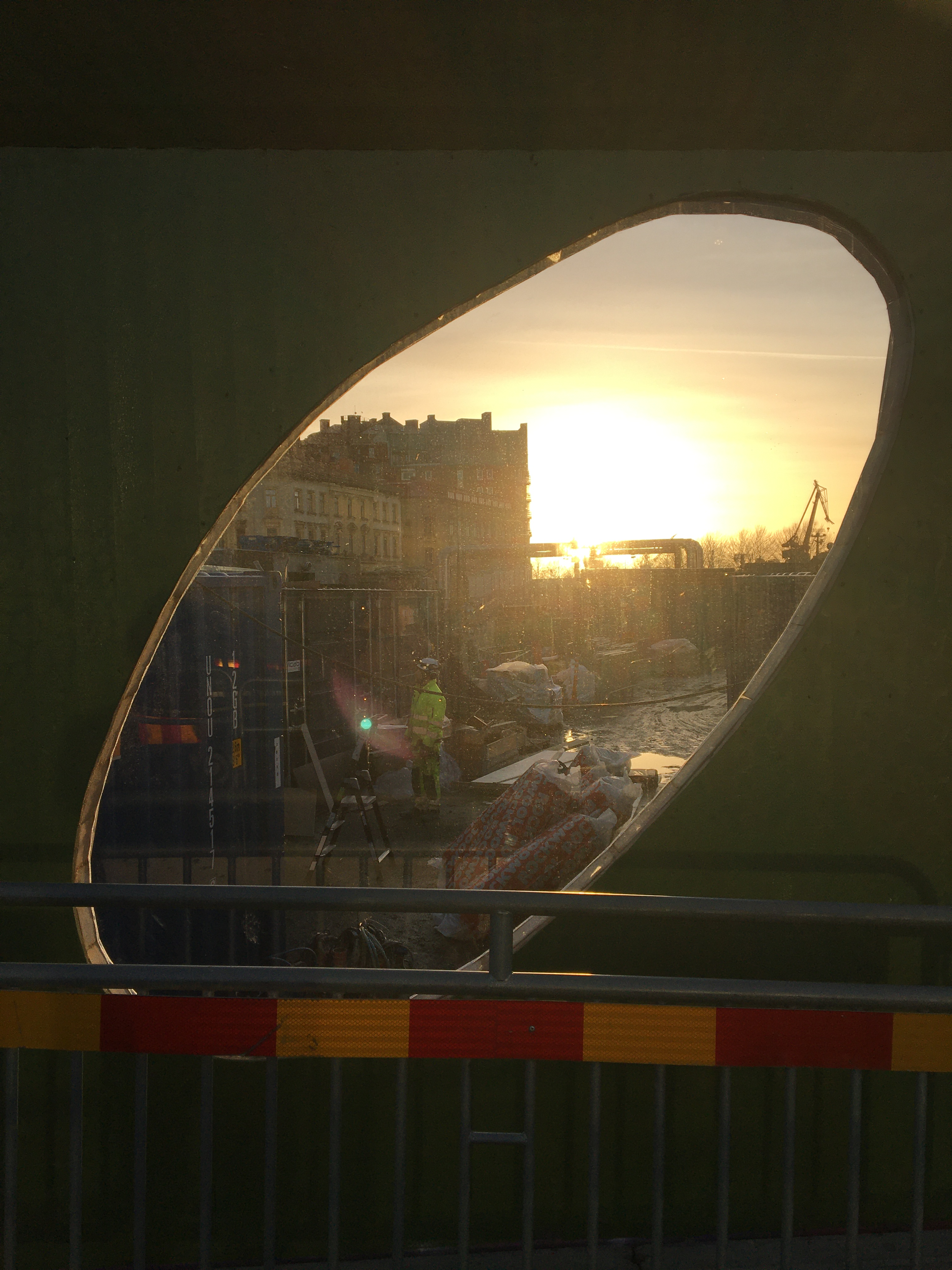
Fönstret genom byggplanket – det avslutande tillägget till God Giving a Fuck.

| Göteborgska produktioner 2021: byggnadsplank med God Giving a Fuck samt industrifastighet med Lesbisk häxhora. |  | Göteborgska produktioner 2021: byggnadsplank med God Giving a Fuck samt industrifastighet med Lesbisk häxhora. |
| Göteborgska produktioner 2021: byggnadsplank med God Giving a Fuck samt industrifastighet med Lesbisk häxhora. |  | |

#### Tidigt 2020-tal
Hösten 2021 uppmärksammades hon för målningar av två kvinnokroppar i Göteborg. Dels presenterades hennes God Giving a Fuck som ett av ett antal gatukonstverk som täckte ena sidan av ett byggnadsplank vid Göteborgsoperan. Verket var en parafras på 1968 års, för sin tid kontroversiella, God Giving Birth av Monica Sjöö. Falkholts målning, där man av kroppen endast såg ett par fiskfjällsklädda ben samt blottad vagina, ledde snart till klotter – inklusive övermålning i svart att kvinnokroppens underliv. Dessförinnan hade God Giving a Fuck fått negativa reaktioner i linje med att sexualisera det offentliga rummet. Mindre uppståndelse väckte det faktum att de särade kvinnobenen delvis täckte texten "Döm alla våldtäktsmän". Några veckor efter övermålningen av bildens mitt, målade två lokala konststudenter en ny vagina i det svarta censurfältet, i ett försök att "återvandalisera" konstverket. Innan konstverket enligt planerna slutligen målades över i slutet av februari 2022, hann hon inviga ett fönster rätt genom byggplanket, placerat precis i mitten av målningen.
En månad senare presenterades hennes Lesbisk häxhora på en husvägg i Gårda. Den här gången var det en fyra våningar hög väggmålning, återigen med en fiskfjällstäckt kvinnokropp, men visandes rygg och naken stjärt mot åskådaren. Kvinnans huvud var dolt i den röda fond, som antingen kan tolkas som en ros eller som ett kvinnokön. Väggmålningen föregicks av den snarlika skissen/teckningen Yogahora, men under processens gång kände Falkholt att twerkande och anasyrma skulle ge mer "funk" i den avbildade kvinnokroppen. Genom målningen, som tog två dygn att färdigställa, ville Falkholt också samla in pengar till både före detta prostituerade och till transpersoners rehabilitering genom yoga. Fastighetsägaren Skanska, vars byggnad snart skulle rivas, hade godkänt Falkholts skiss på en kvinna i yogaställning och neutral framtoning. Falkholt utvecklades dock sin idé långt bortom den ursprungliga planen, men efter ett "krismöte" hos Skanska beslöts att låta konstverket stå kvar.
Tidigare under året hade hon kuraterat Göteborgs högsta konstgalleri, med målningar av nio konstnärer i trapphuset på den 25 våningar höga byggnaden Gårda Vesta.

### Övriga aktiviteter, hälsa och senare år
Falkholt skapar också musik. 2016 presenterade hon Ord, ljud och kön, ett album med technomusik. Därefter har hon återkommit med ett antal singlar och 2021 års EP Supervision; alla utgåvorna har producerats på det egna skivbolaget Ord, Ljud och Kön. 2023 kom Love x Attraction, ett album där Falkholt i olika texter visar olika perspektiv på kärlek. Hon är i mindre skala även verksam som poet.
2021/2022 studerade hon masterprogrammet på Högskolan Valand. Hon hade dock svårt att anpassa sig till en miljö med akademisk konst och avbröt studierna efter ett år.
Falkholt har tre gånger (2009, 2017 och 2022) haft psykoser som lett till psykiatrisk tvångsvård. Hon har haft kreativa perioder där hon själv haft svårt att begränsa sitt skapande, vilket ibland gått ut över hälsan. I intervjuer för Göteborgs-Posten 2023 menar hon att konstnärskapet, det kreativa sinnet, i själva verket är en sorts psykisk sjukdom. Upplevelser av sexuellt övergrepp under tiden i New York har fått Falkholt att använda av yoga för att bearbeta traumat.
Hösten 2023 bytte hon juridiskt sitt tilltalsnamn från Carolina till Blue, vilket redan sedan tiden i New York varit hennes graffitisignatur. Namnbytet gjordes för att hon ville vara mer trogen mot sin egen identitet.

## Representation, stil och kritik

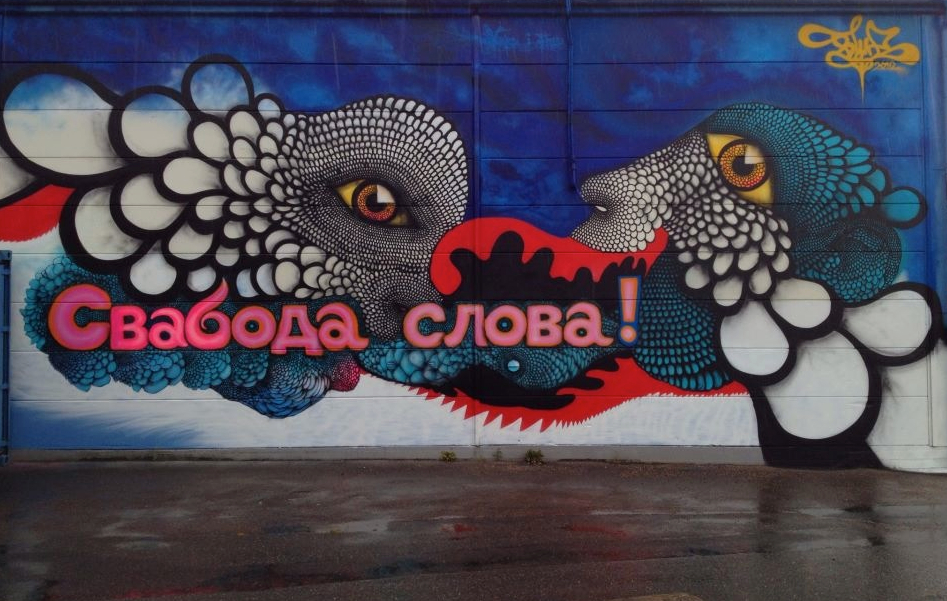
Målningen Yttrandefrihet!/Cвабода слова!/Freedom of speech!, Alingsås 2012. Falkholts nätliknande strukturteknik har beroende på sammanhang tolkats som fiskfjäll eller nätstrumpor.

Carolina Falkholt är representerad vid bland annat Göteborgs konstmuseum och Skissernas museum i Lund. Hon har haft separatutställningar på bland annat Göteborgs konstmuseum, Steneby konsthall i Dalsland och Klippans konsthall i Skåne.
Förutom sprejmålning och teckning arbetar Carolina Falkholt med collage, skulptur, installation, performance, film och foto. 

### Konstnärlig stil och mottagande
Falkholt kommenterar sin ofta sexuellt provokativa konst med behovet av motbilder som kan väcka diskussioner om könsidentitet. Hon vill ha konst som talar om kvinnors kroppar, sexualitet och underliv på ett nytt sätt, och jämför med hur "kvinnokroppen är en varelse som avbildas på museum som bara ska avnjutas". Hon skapar sina provokativa bilder utifrån att hon själv är provocerad av hur samhället ser ut. Bland annat vill hon lyfta debatten kring sexualiteten, utifrån hur samhället hanterar ämnena prostitution och pornografi, och vill att kvinnor får tillbaka makten över sina kroppar. Hon menar att hennes bilder är ett sätt att avkolonialisera kvinnokroppen. Falkholt betraktar Carolee Schneemann, en av de första amerikanska performance-konstnärerna, som sin mentor.
Att visa det kvinnliga könet är för Falkholt att använda den aggressiva kvinnliga krigshandlingen anasyrma, och hon som själv är offer för sexuella övergrepp har valt konsten som ett sätt att ta tillbaka sin personliga makt. Även det katolsk-keltiska sheela na gig handlar om att framställa vulvor som ett skydd mot ondska. Falkholts bilder ses ibland som en feministisk praktik och ett sätt att låta det kvinnliga subjektet ta plats och ges makt. Själv menar hon att resultaten av hennes feminism syns i hennes konst; hon blev själv feministiskt medveten när hon 2003 blev mor. Samtidigt anser hon att stora delar av feminismen är präglad av kvinnohat, där den förvägrar kvinnor olika sätt att uttrycka sig.
Falkholts sätt att teckna estetiskt tilltalande kvinnokroppar täckta av fiskfjäll – vilket många tolkat som nätstrumpor – har dock ibland lett till kritik mot henne för att i själva verket delta i sexualiseringen av det offentliga rummet. Vissa ser också hennes konst som pornografisk, men Falkholt menar att hon vill återerövra det kvinnliga könet ifrån "en pornofierad manlig blick". Hon anser att det är bra att konsten berör, oavsett på vilket sett det sker. Beställarna Trafikverket och Skanska har pekat på att pornografi anses sakna vetenskapliga eller konstnärliga värden, vilket skulle motivera deras vilja att fortsätta beställa denna erotiska konst. I fallet med Lesbisk häxhora hade dock Falkholt presenterat projektet för beställaren Skanska som en något annorlunda bild. Kritiken mot Falkholts konst, att den även utsätter barn för provokativa bilder som behöver förklaras, ser hon som en möjlighet för föräldrar att ha viktiga samtal med sina barn om sexualitet, självkänsla och integritet.

## Produktioner

### Offentliga konstverk i urval
- T.E.S.T., rondell i infart till Mariestad, 2011-12
- Väggmålning på fasaden till Bengtsfors sporthall, 2012
- Yttrendefrihet med flera väggmålningar på Bepe Elektronik på Järnvägsgatan, Alingsås 2012
- Fasadmålningar på daghemsbyggnad i Durres,  Albanien 2013[41]
- Målning på husgavel, Bergslagsvägen 43, korsningen mellan Bergslagsvägen och Kyrkogatan/Myrgatan i Avesta, 2013
- Vadvivill, väggmålning på Söndrumsskolan, Halmstad 2013, (tillsammans med 23 andra graffitikonstnärer)[12]
- Målning på brandgavel på Holmgatan i Härnösand, september 2013
- Pi, fasaden till kommunala bostadsbolaget HFAB:s studentbostadshus Jakten, Halmstad 2013[12]
- Målning på brandgavel, vid motorvägsgenomfarten, Borås 2014
- Övermålning på innervägg i Nyköpings högstadium,  Nyköping 2014[42]
- Väggmålningar på Parkskolan och Södra Dragongatan, Ystad 2015

### Diskografi[8]
- Ord, ljud och kön (2016)
- "Färgerna (Cari Lekebusch Remix)" (singel, 2016)
- "Delicate Blue / Supersonic Fat Chick" (singel, 2019)
- Supervision (EP, 2021)
- "Förbränna den" (singel, 2021)
- "Healing Process" (singel, 2021)
- "Dansa i min park" (singel, 2022)
- Love x Attraction (album, 2023)

## Bildgalleri

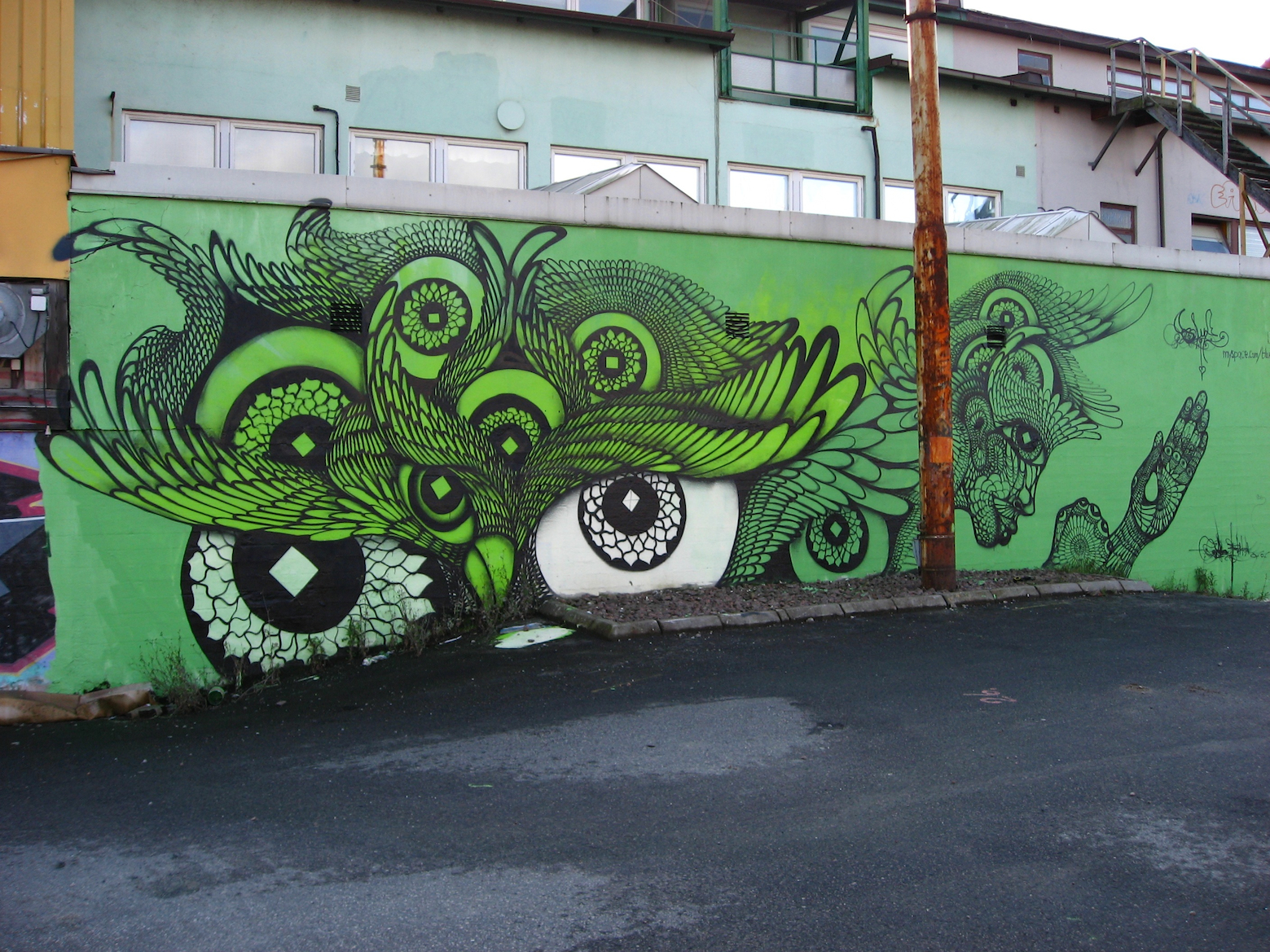
Väggmålning vid Friggagatan nära Göteborgs Centralstation, 2006.
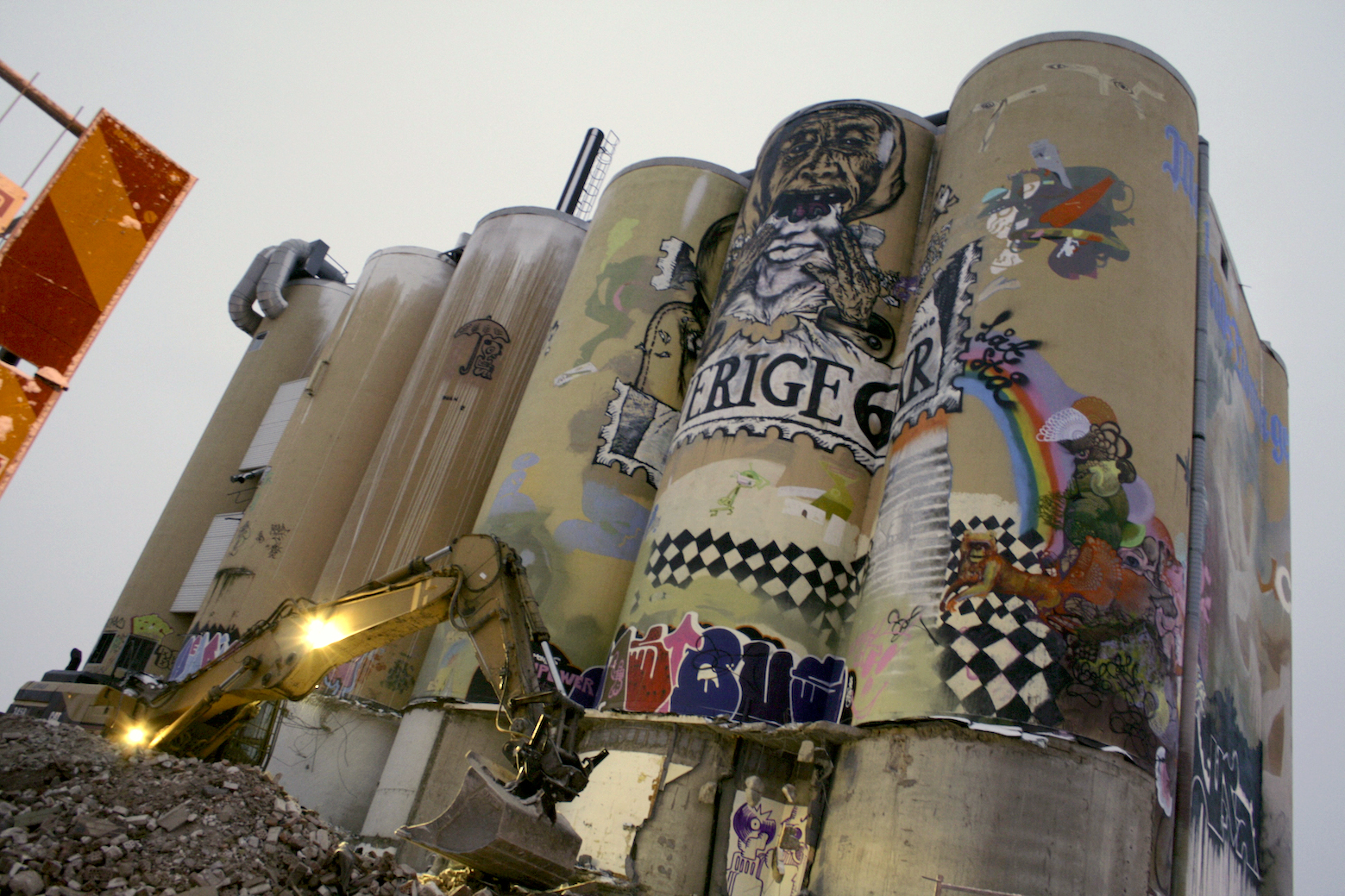
Väggmålningar på silo i Mariestad rivs 2010.
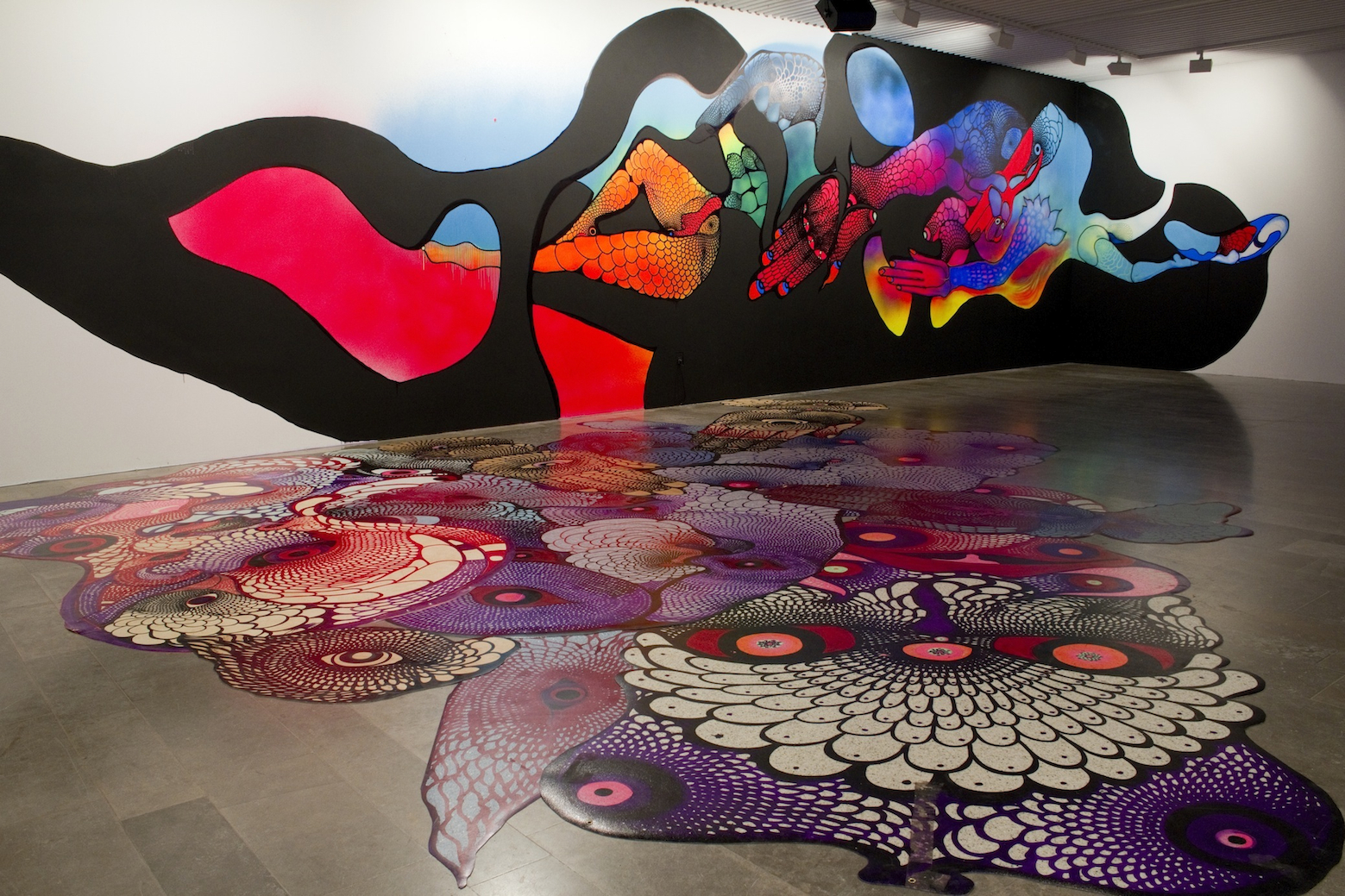
Installationsbild av utställningen Materialutmattning, Göteborgs konstmuseum 2011.
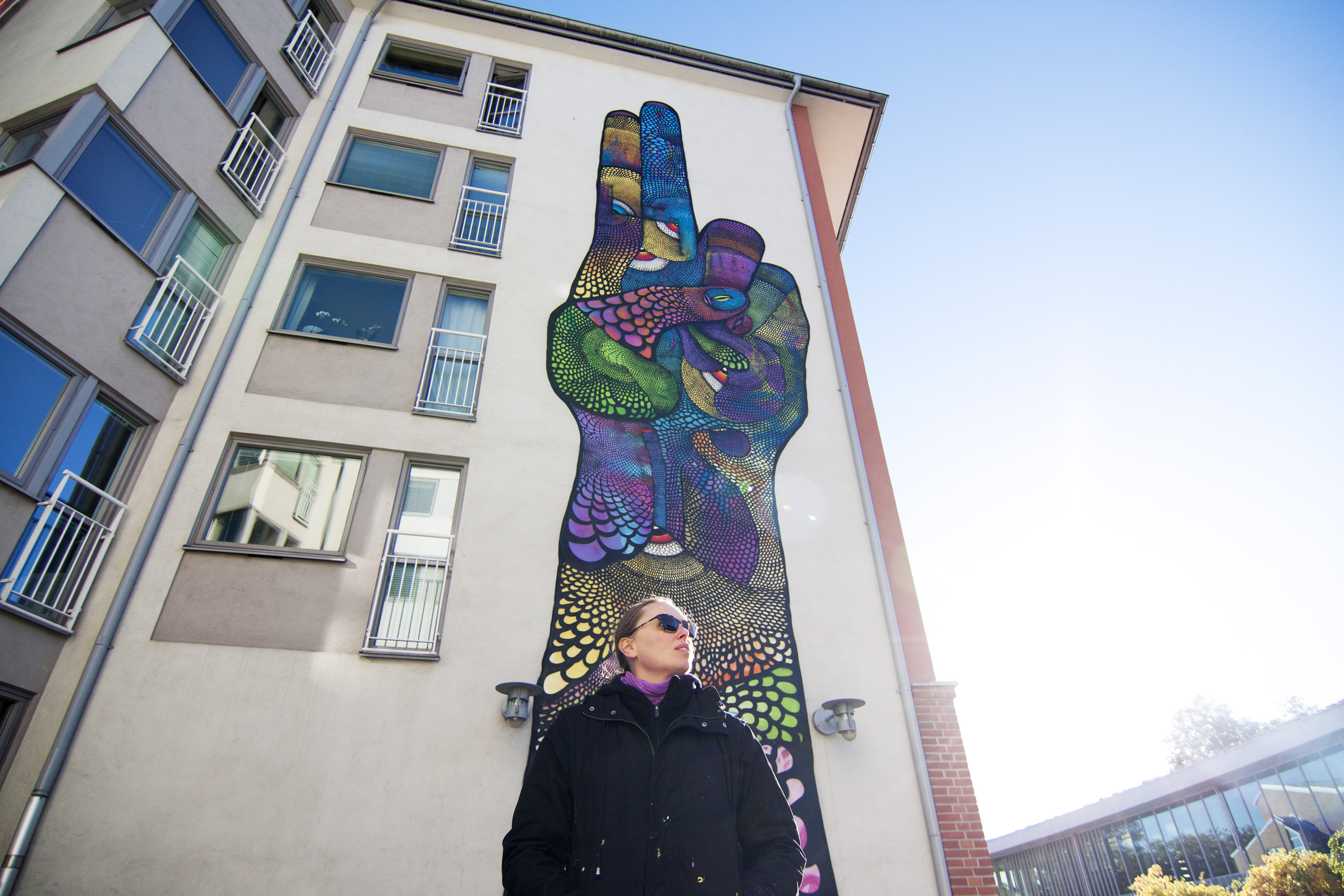
HFAB:s studentbostadshus Jakten vid Stadsbiblioteket, Halmstad 2013.
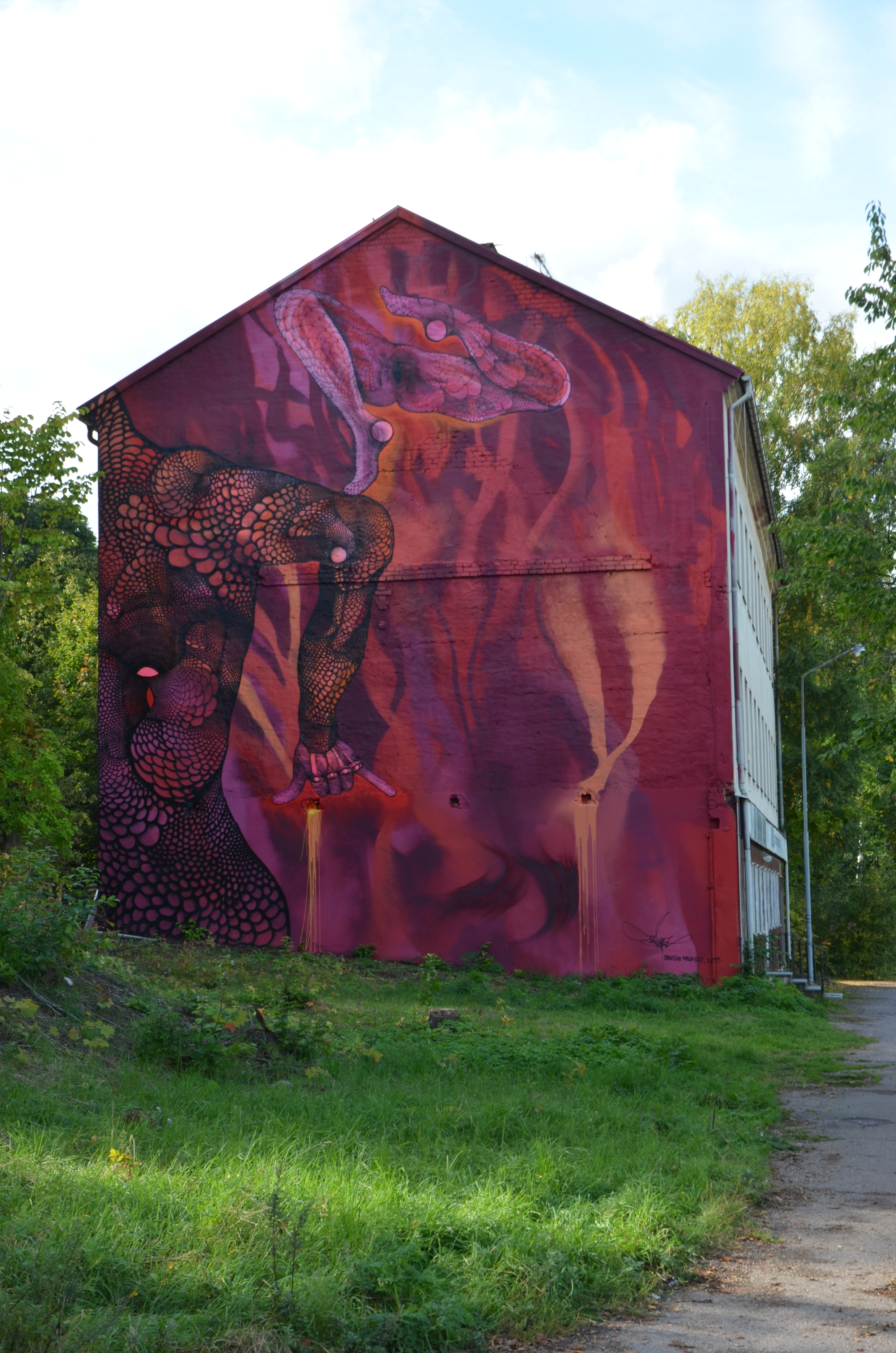
Husgavel i Avesta, 2013.
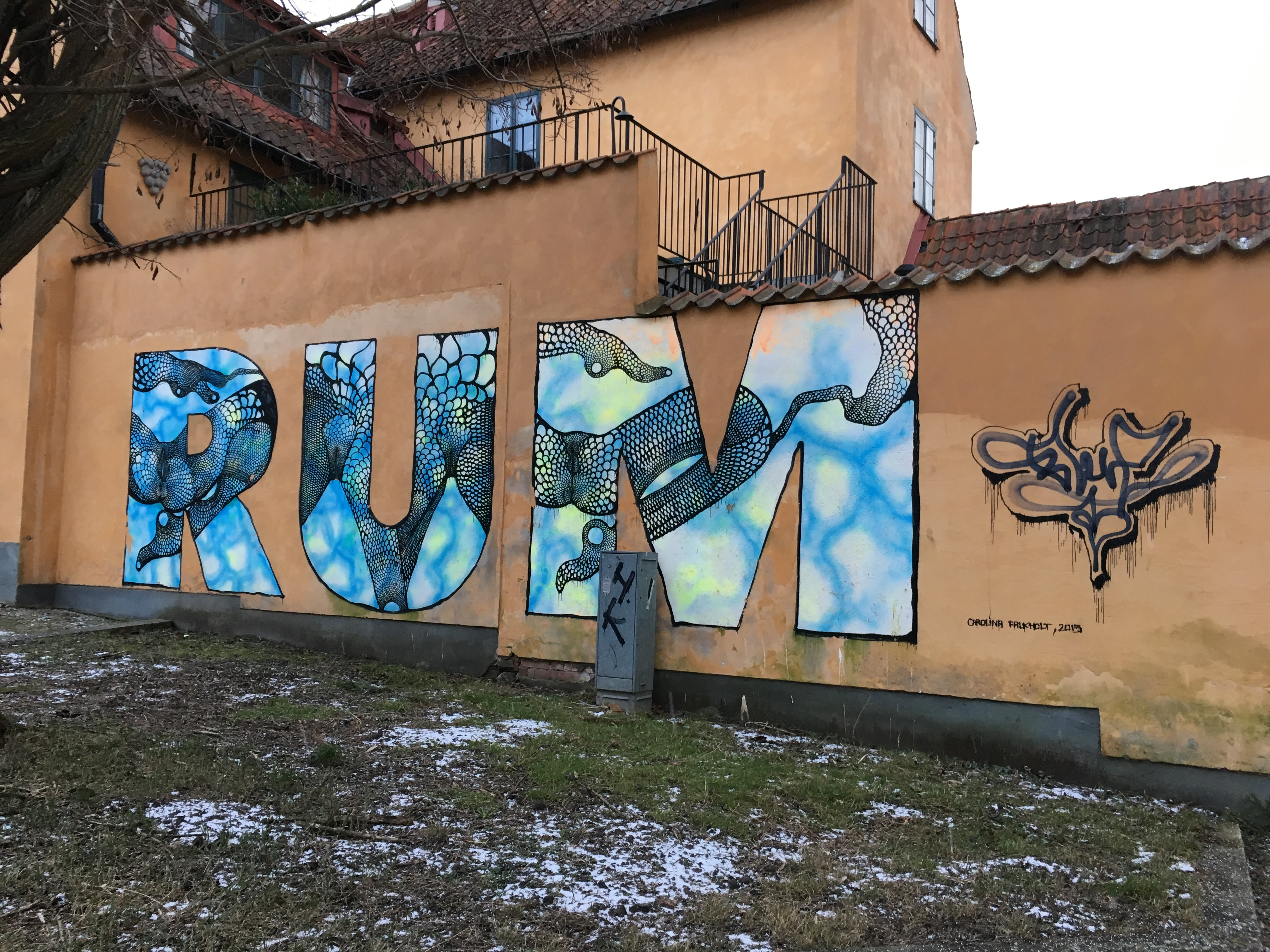
Gotlands konstmuseum 2013.
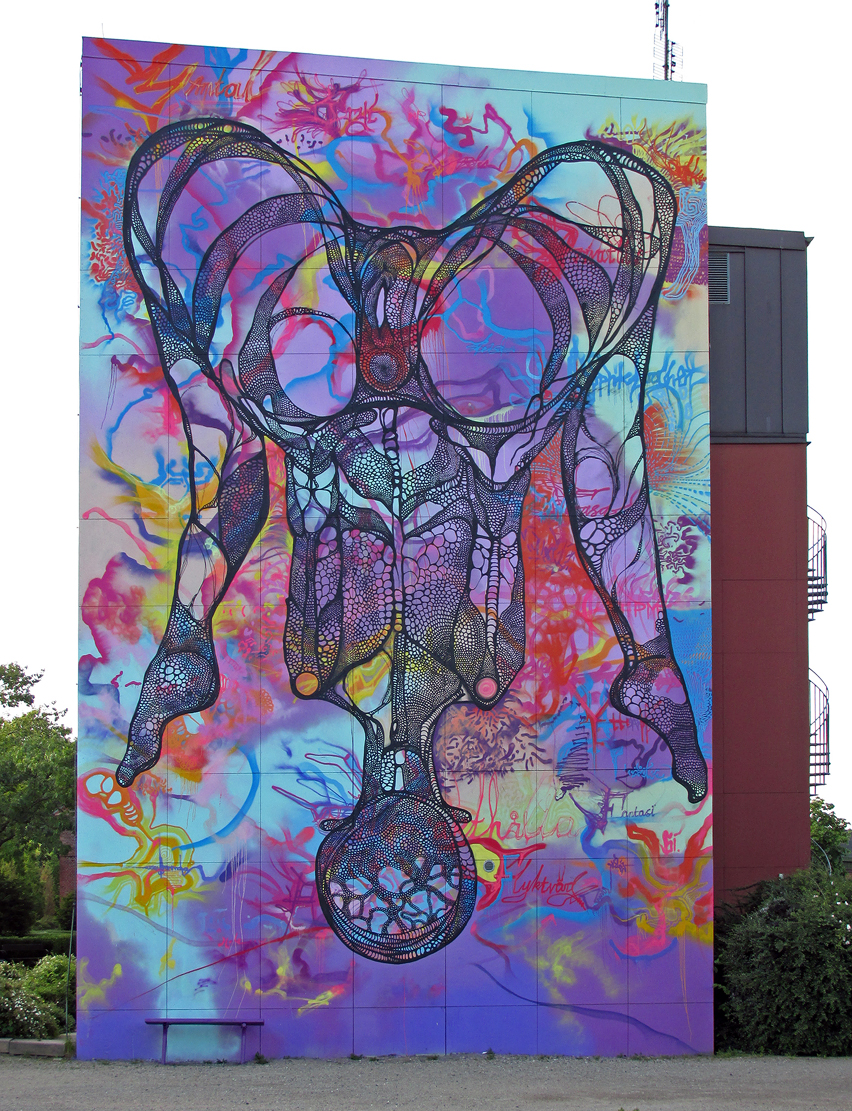
Parkskolan, Ystad 2015.
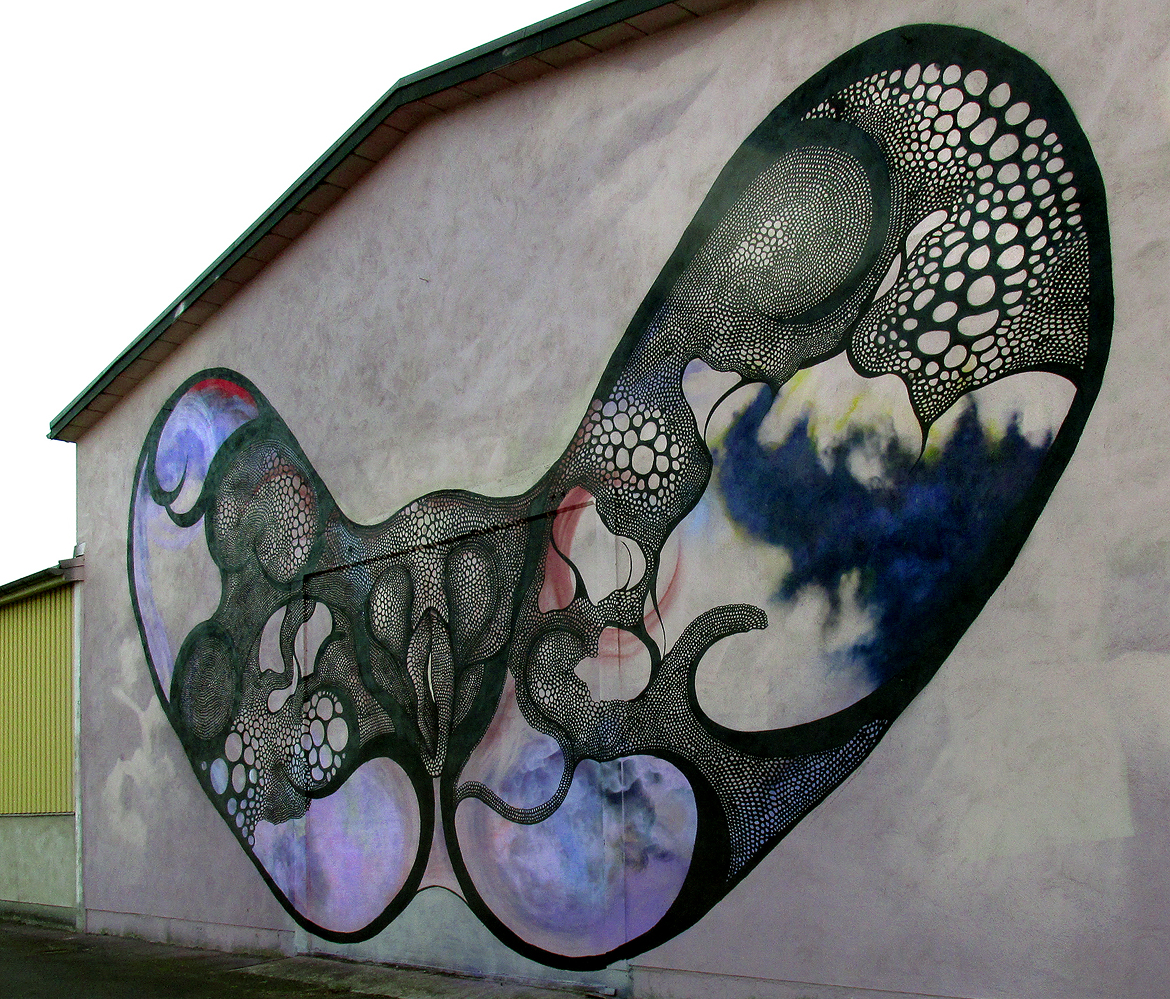
Södra Dragongatan, Ystad 2015.
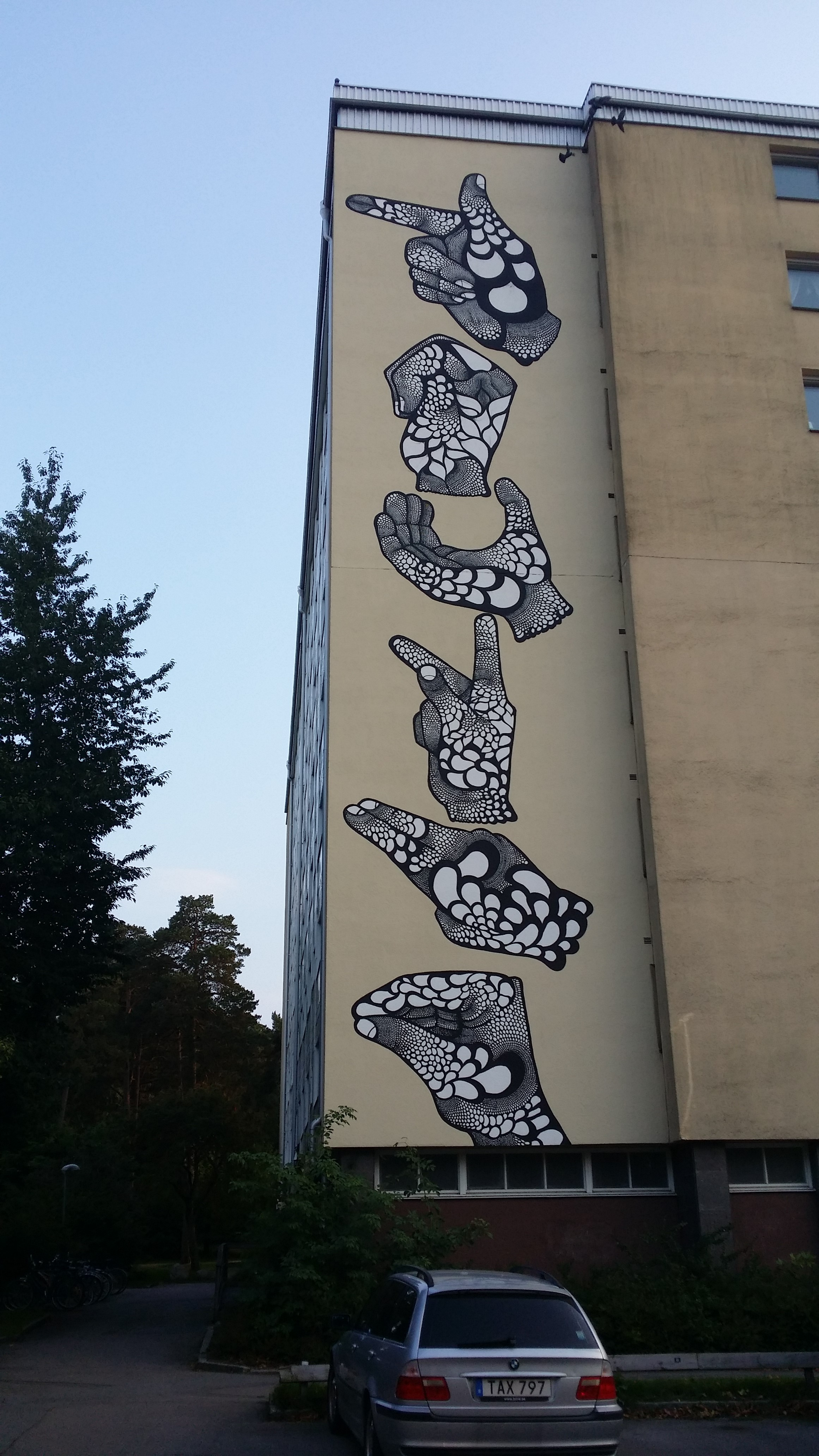
Teckna - del av triptyken techno techne teckna, 2016.
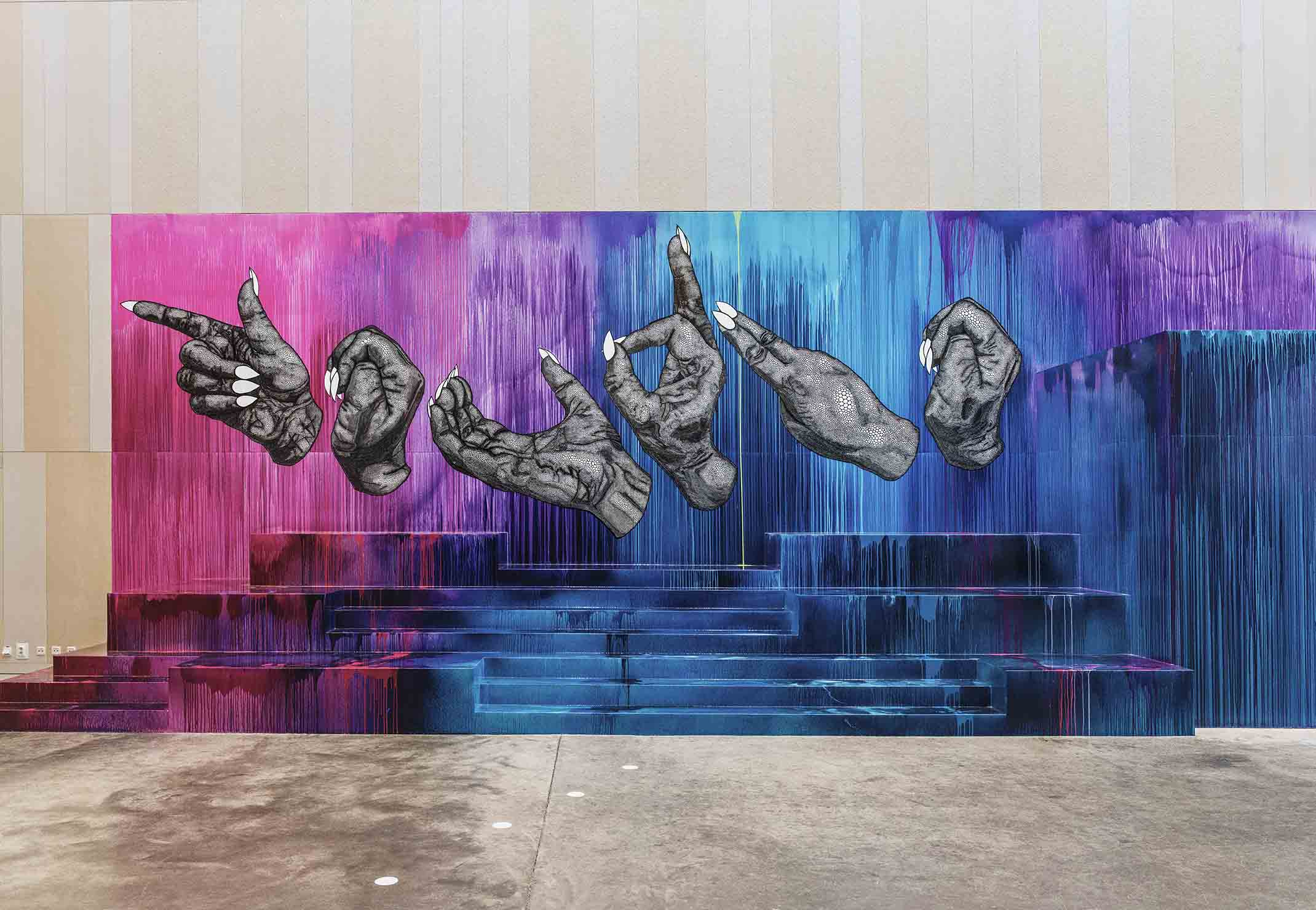
Teckna, installation i Mimers Hus, Kungälv 2016.